# Hushpuppy

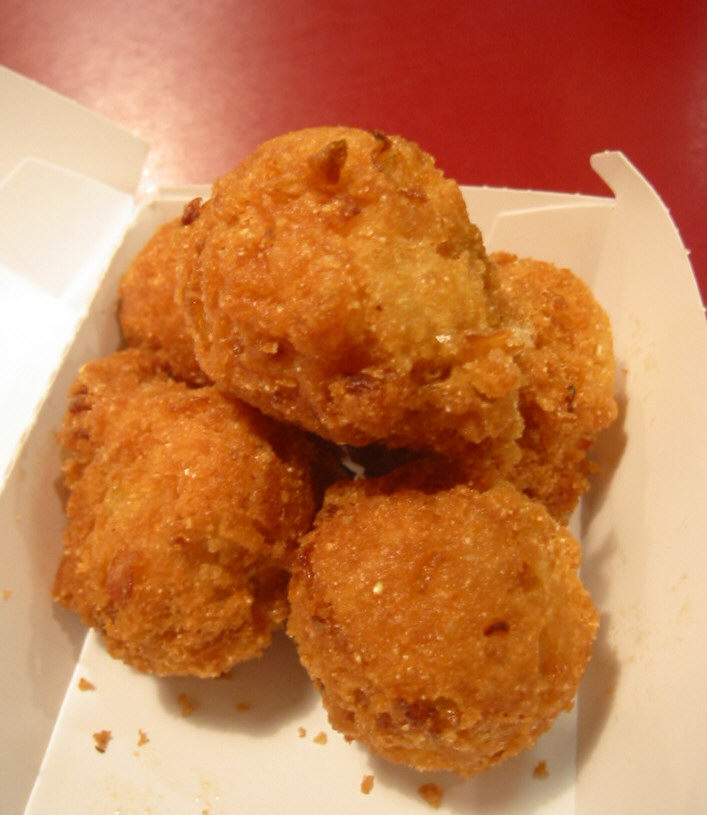
caixa com 5 hushpuppies

Hushpuppies são salgadinhos típicos da culinária do sul dos Estados Unidos, pequenas bolas de polme de farinha de milho fritas e tradicionalmente servidas para acompanhar peixe frito. 

## História do nome
Supostamente, alguém que estava a fritar peixe começou a ficar incomodado por cachorros a latirem; então rapidamente preparou uma bolinhas com a farinha, fritou-as e atirou-as aos cachorros com a expressão "Hush, puppies!" A palavra "hush" na língua inglesa é o equivalente à expressão portuguesa "Calado!" e "puppy" é um nome popular para filhotes de cachorro ou de outros animais. 
Existem outras teorias ou lendas para explicar este nome, mas sem suporte documental.

## Preparação
A receita básica moderna consiste numa mistura de farinhas de milho e de trigo com ovos batidos, fermento em pó, sal e leite ou leitelho, numa consistência que permita tender pequenas bolas com duas colheres e pô-las a fritar em óleo quente, mas não demasiado quente, para que o interior das bolas fique bem cozido. 
No entanto, existem muitas variantes à receita básica, principalmente em termos de condimentos, mas também no que respeita a alguns ingredientes extra que dão um caráter especial a estes fritos. Os condimentos principais incluem vários tipos de pimentas, como a pimenta-de-caiene, a páprica e a pimenta preta, mas também é típico incluir na massa cebola picada ou ralada ou cebolinho. Outros ingredientes populares são o alho os jalapeños, carne de camarão ou caranguejo, queijo ralado, e milho ralado ou cerveja a substituir o leite. 
Outras variantes inlcuem os "hoppin’ john hush puppies", que incluem arroz cozido, ervilhas ou feijões, e presunto picado. 